# Meirinkan

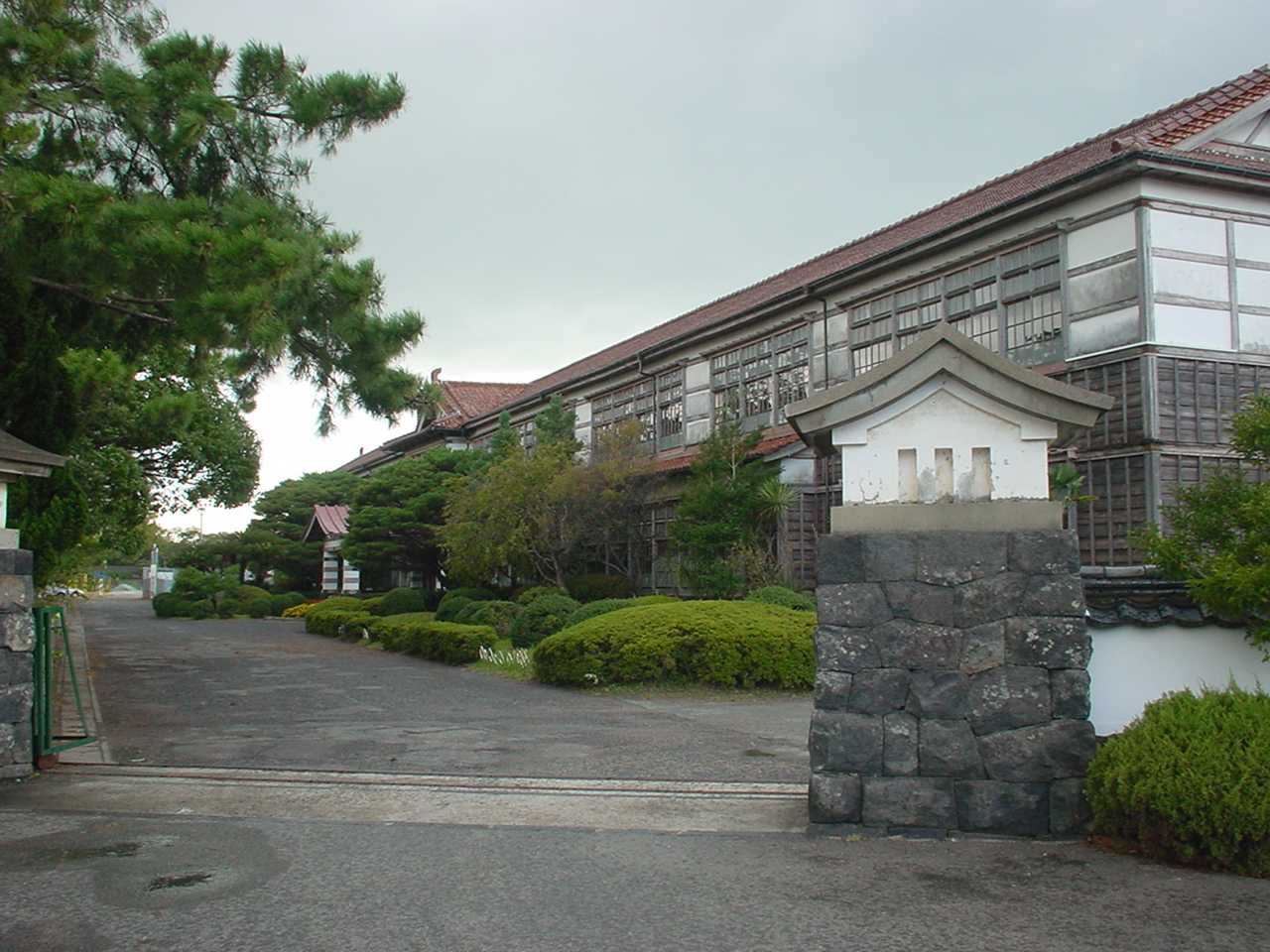
Hagi Meirinkan.

Le Meirinkan (明倫館) est une école han située dans le domaine de Chōshū au Japon. C'est une des trois institutions majeures d'enseignement au Japon avec le Kōdōkan du domaine de Mito et l'école Shizutani du domaine d'Okayama.

## Histoire
L'école est fondée en 1718 par Mōri Yoshimoto, le 6e daimyō du domaine de Chōshū. Situé dans le sannomaru (troisième beffroi) du château de Hagi, elle couvre une superficie de 940 tsubo (environ 3,102 m2). Elle est plus tard déplacée dans la zone inférieure du château de Hagi (part de l'actuel Hagi, préfecture de Yamaguchi) par Mōri Takachika, le 14e daimyo conformément aux réformes han, où elle occupe une superficie totale de 15,184 tsubo (50,107 m2) ; 3,020 tsubo (9,966 m2) de la zone sont utilisés comme terrains d'entraînement militaire. Le bureau est transféré à Yamaguchi en 1863 et renommé « Yamaguchi Kōdo », une école fondée par Hōyō Ueda sous le nom « Yamaguchi Meirinkan », ce qui créé deux écoles  Meirikan situées à Yamaguchi et Hagi.
Yoshida Shōin et Takasugi Shinsaku, intellectuels de la restauration de Meiji sont tous deux étudiants au Meirinkan. D'autres éminents diplômés comprennent Miura Gorō, lieutenant général de l'armée impériale japonaise, le diplomate Aoki Shūzō et Kido Takayoshi, héros et homme d'État de la restauration de Meiji.

## Hagi Meirinkan
Le Hagi Meirinkan (萩明倫館) fait actuellement partie de l'école élémentaire Meirin de la ville de Hagi et ses ruines sont désignées « site historique » le 7 décembre 1919. Ore wa Chokkaku (ja) (おれは直角), le premier titre du mangaka Yū Koyama (en) se situe dans le Hagi Meirinkan.

## Yamaguchi Meirinkan
Le Yamaguchi Meirinkan (山口明倫館) est déplacé sur un vaste site appelé « campus Kameyama » (亀山校地, Kameyama kōchi) en 1861, quand l'école se nomme « Yamaguchi Kōshūdō ». Situé au centre de la ville de Yamaguchi, il est entouré d'une douve. Le campus Kameyama continue de servir d'établissement d'enseignement pendant plus de cent dix ans à l'école des affaires de l'université de Yamaguchi. La douve est comblée afin de construire une route préfectorale après que l'école a fusionné avec le campus Yoshida (Hirakawa) en 1973, mais des parties de la douve sont plus tard restaurées. Le musée d'art de la préfecture de Yamaguchi est situé au sein des anciens terrains du campus. Ōmura Masujirō sert en tant qu'instructeur pour les forces Yamaguchi Meirinkan avant les guerres civiles Chōshū.